# 오바타 준페이
오바타 준페이(일본어: 小幡 純平, 1988년 12월 13일 ~ )는 일본의 축구 선수이다.

## 구단 경력
미토 홀리호크, FC 류큐에서 활동하였다.